# Campeonato Ecuatoriano de Fútbol 1988
El Campeonato Ecuatoriano de Fútbol 1988, conocido oficialmente como «Campeonato Nacional de Fútbol 1988», fue la 30.ª edición del Campeonato nacional de fútbol profesional de la Primera División en Ecuador. El torneo fue organizado por la Federación Ecuatoriana de Fútbol.
Emelec se coronó campeón por sexta vez en su historia.

## Sistema de juego
En la presidencia de la Federación Ecuatoriana de Fútbol se ratificó a Carlos Coello Martínez por 4 años más, esta vez acompañado de Patricio Torres Mora, dirigente de la Universidad Católica, como vicepresidente. Un Congreso dispuso que este torneo se jugara con 18 equipos, disputando menos etapas, por ende, menos jugados que en 1987, para dar más fluidez al campeonato y desgastar menos a los equipos.
La primera fase se jugó al igual que el año anterior; es decir, una serie de 34 partidos, bajo la modalidad de sistema de todos contra todos. El equipo ubicado al final de las posiciones en esta etapa descendió automáticamente a la Segunda Categoría. El primero y segundo recibieron un punto de bonificación.
La segunda fase se disputó en 2 cuadrangulares entre los 8 mejores. Después de la disputa de cada uno de los 6 partidos por equipo, calificaron a la tercera etapa un equipo por cada uno de los grupos.
En cotejos de ida y vuelta entre los 2 mejores se definió al campeón de 1988. En total 42 fechas.

## Relevo anual de clubes
| Pos. | de la Primera División |
| ---- | ---------------------- |
| 18º  | Deportivo Cotopaxi     |

| Pos. | de la Segunda División |
| ---- | ---------------------- |
| 1º   | Juventus               |

## Datos de los clubes
| Equipo                 | Ciudad                                                                    | Provincia  |
| ---------------------- | ------------------------------------------------------------------------- | ---------- |
| América de Quito       | Quito                                                                     | Pichincha  |
| Aucas                  | Quito                                                                     | Pichincha  |
| Audaz Octubrino        | Machala                                                                   | El Oro     |
| Barcelona              | Guayaquil                                                                 | Guayas     |
| Deportivo Cuenca       | Cuenca                                                                    | Azuay      |
| Deportivo Quevedo      | Quevedo                                                                   | Los Ríos   |
| Deportivo Quito        | Quito                                                                     | Pichincha  |
| El Nacional            | Quito                                                                     | Pichincha  |
| Emelec                 | Guayaquil                                                                 | Guayas     |
| Esmeraldas Petrolero   | [[Archivo:\|20x20px\|border\|Bandera de Esmeraldas (Ecuador)]] Esmeraldas | Esmeraldas |
| Filanbanco             | Guayaquil / Milagro                                                       | Guayas     |
| Juventus               | [[Archivo:\|20x20px\|border\|Bandera de Esmeraldas (Ecuador)]] Esmeraldas | Esmeraldas |
| Liga de Portoviejo     | Portoviejo                                                                | Manabí     |
| Liga de Quito          | Quito                                                                     | Pichincha  |
| Macará                 | Ambato                                                                    | Tungurahua |
| River Plate (Riobamba) | Riobamba                                                                  | Chimborazo |
| Técnico Universitario  | Ambato                                                                    | Tungurahua |
| Universidad Católica   | Quito                                                                     | Pichincha  |

## Equipos por ubicación geográfica
| Provincia  | N.º | Equipos                                                                                           |
| ---------- | --- | ------------------------------------------------------------------------------------------------- |
| Pichincha  | 6   | - América de Quito - Aucas - Deportivo Quito - El Nacional - Liga de Quito - Universidad Católica |
| Guayas     | 3   | - Barcelona - Emelec - Filanbanco                                                                 |
| Esmeraldas | 2   | - Esmeraldas Petrolero - Juventus                                                                 |
| Tungurahua | 2   | - Macará - Técnico Universitario                                                                  |
| Azuay      | 1   | - Deportivo Cuenca                                                                                |
| Chimborazo | 1   | - River Plate (Riobamba)                                                                          |
| El Oro     | 1   | - Audaz Octubrino                                                                                 |
| Los Ríos   | 1   | - Deportivo Quevedo                                                                               |
| Manabí     | 1   | - Liga de Portoviejo                                                                              |

| Liga de Portoviejo Audaz Octubrino Barcelona Emelec Filanbanco Deportivo Quevedo Esmeraldas Petrolero Juventus Universidad Católica Liga de Quito El Nacional Deportivo Quito Aucas América de Quito Deportivo Cuenca River Plate (Riobamba) Macará Técnico Universitario |

## Primera etapa

### Partidos y resultados
| Fecha 1    | Fecha 1               | Fecha 1   | Fecha 1              |
| Fecha      | Equipo Local          | Resultado | Equipo Visitante     |
| ---------- | --------------------- | --------- | -------------------- |
| 5 de marzo | Esmeraldas Petrolero  | 1 - 0     | Deportivo Quevedo    |
| 5 de marzo | Técnico Universitario | 1 - 0     | Universidad Católica |
| 6 de marzo | América de Quito      | 1 - 0     | Juventus             |
| 6 de marzo | Liga de Quito         | 1 - 0     | Macará               |
| 6 de marzo | Deportivo Cuenca      | 1 - 1     | Barcelona            |
| 6 de marzo | Aucas                 | 4 - 1     | Liga de Portoviejo   |
| 6 de marzo | Audaz Octubrino       | 1 - 0     | River Plate (R)      |
| 6 de marzo | Filanbanco            | 1 - 1     | El Nacional          |
| 6 de marzo | Emelec                | 0 - 0     | Deportivo Quito      |

| Fecha 2     | Fecha 2              | Fecha 2   | Fecha 2               |
| Fecha       | Equipo Local         | Resultado | Equipo Visitante      |
| ----------- | -------------------- | --------- | --------------------- |
| 12 de marzo | Juventus             | 1 - 1     | Deportivo Cuenca      |
| 12 de marzo | Macará               | 0 - 1     | Aucas                 |
| 13 de marzo | Universidad Católica | 1 - 2     | Emelec                |
| 13 de marzo | El Nacional          | 1 - 0     | Audaz Octubrino       |
| 13 de marzo | Deportivo Quito      | 1 - 1     | América de Quito      |
| 13 de marzo | River Plate (R)      | 0 - 1     | Filanbanco            |
| 13 de marzo | Deportivo Quevedo    | 1 - 0     | Técnico Universitario |
| 13 de marzo | Liga de Portoviejo   | 2 - 1     | Liga de Quito         |
| 13 de marzo | Barcelona            | 2 - 1     | Esmeraldas Petrolero  |

| Fecha 3     | Fecha 3               | Fecha 3   | Fecha 3              |
| Fecha       | Equipo Local          | Resultado | Equipo Visitante     |
| ----------- | --------------------- | --------- | -------------------- |
| 19 de marzo | Esmeraldas Petrolero  | 1 - 1     | El Nacional          |
| 19 de marzo | Filanbanco            | 1 - 0     | Universidad Católica |
| 19 de marzo | Técnico Universitario | 3 - 0     | Juventus             |
| 20 de marzo | Deportivo Quito       | 2 - 1     | Liga de Portoviejo   |
| 20 de marzo | Aucas                 | 2 - 0     | River Plate (R)      |
| 20 de marzo | Deportivo Cuenca      | 3 - 1     | Deportivo Quevedo    |
| 20 de marzo | América de Quito      | 0 - 2     | Liga de Quito        |
| 20 de marzo | Audaz Octubrino       | 1 - 0     | Barcelona            |
| 20 de marzo | Emelec                | 2 - 2     | Macará               |

| Fecha 4     | Fecha 4              | Fecha 4   | Fecha 4               |
| Fecha       | Equipo Local         | Resultado | Equipo Visitante      |
| ----------- | -------------------- | --------- | --------------------- |
| 23 de marzo | Juventus             | 2 - 1     | Emelec                |
| 23 de marzo | River Plate (R)      | 0 - 2     | Técnico Universitario |
| 23 de marzo | Liga de Portoviejo   | 2 - 0     | América de Quito      |
| 23 de marzo | Deportivo Quevedo    | 1 - 1     | Filanbanco            |
| 23 de marzo | Macará               | 2 - 2     | Deportivo Cuenca      |
| 23 de marzo | Universidad Católica | 2 - 1     | Esmeraldas Petrolero  |
| 23 de marzo | Liga de Quito        | 3 - 1     | Audaz Octubrino       |
| 23 de marzo | Aucas                | 4 - 2     | El Nacional           |
| 23 de marzo | Barcelona            | 2 - 1     | Deportivo Quito       |

| Fecha 5     | Fecha 5               | Fecha 5   | Fecha 5              |
| Fecha       | Equipo Local          | Resultado | Equipo Visitante     |
| ----------- | --------------------- | --------- | -------------------- |
| 26 de marzo | Esmeraldas Petrolero  | 1 - 0     | Macará               |
| 26 de marzo | El Nacional           | 5 - 2     | Deportivo Quevedo    |
| 26 de marzo | Filanbanco            | 1 - 0     | Juventus             |
| 26 de marzo | Técnico Universitario | 2 - 1     | Barcelona            |
| 26 de marzo | Deportivo Quito       | 3 - 5     | Liga de Quito        |
| 27 de marzo | América de Quito      | 1 - 3     | Universidad Católica |
| 27 de marzo | Deportivo Cuenca      | 2 - 1     | River Plate (R)      |
| 27 de marzo | Audaz Octubrino       | 2 - 2     | Aucas                |
| 27 de marzo | Emelec                | 2 - 1     | Liga de Portoviejo   |

| Fecha 6    | Fecha 6              | Fecha 6   | Fecha 6               |
| Fecha      | Equipo Local         | Resultado | Equipo Visitante      |
| ---------- | -------------------- | --------- | --------------------- |
| 2 de abril | Juventus             | 1 - 1     | El Nacional           |
| 2 de abril | Universidad Católica | 1 - 0     | Deportivo Cuenca      |
| 2 de abril | Deportivo Quito      | 3 - 2     | Filanbanco            |
| 2 de abril | Aucas                | 2 - 2     | Emelec                |
| 3 de abril | Macará               | 1 - 1     | Audaz Octubrino       |
| 3 de abril | River Plate (R)      | 1 - 1     | Esmeraldas Petrolero  |
| 3 de abril | Deportivo Quevedo    | 0 - 0     | Liga de Quito         |
| 3 de abril | Liga de Portoviejo   | 0 - 1     | Técnico Universitario |
| 3 de abril | Barcelona            | 0 - 0     | América de Quito      |

| Fecha 7     | Fecha 7               | Fecha 7   | Fecha 7              |
| Fecha       | Equipo Local          | Resultado | Equipo Visitante     |
| ----------- | --------------------- | --------- | -------------------- |
| 9 de abril  | Esmeraldas Petrolero  | 2 - 2     | Juventus             |
| 9 de abril  | Filanbanco            | 4 - 0     | Macará               |
| 9 de abril  | Deportivo Cuenca      | 3 - 0     | Liga de Portoviejo   |
| 9 de abril  | Técnico Universitario | 0 - 0     | Aucas                |
| 10 de abril | Liga de Quito         | 0 - 1     | Universidad Católica |
| 10 de abril | El Nacional           | 2 - 1     | Barcelona            |
| 10 de abril | América de Quito      | 3 - 2     | River Plate (R)      |
| 10 de abril | Audaz Octubrino       | 4 - 3     | Deportivo Quito      |
| 10 de abril | Emelec                | 2 - 1     | Deportivo Quevedo    |

| Fecha 8     | Fecha 8            | Fecha 8   | Fecha 8               |
| Fecha       | Equipo Local       | Resultado | Equipo Visitante      |
| ----------- | ------------------ | --------- | --------------------- |
| 16 de abril | Juventus           | 1 - 1     | Audaz Octubrino       |
| 16 de abril | Deportivo Quito    | 3 - 3     | Técnico Universitario |
| 16 de abril | Liga de Quito      | 3 - 1     | Deportivo Cuenca      |
| 16 de abril | Aucas              | 4 - 1     | Esmeraldas Petrolero  |
| 17 de abril | Macará             | 2 - 1     | El Nacional           |
| 17 de abril | River Plate (R)    | 1 - 0     | Universidad Católica  |
| 17 de abril | Deportivo Quevedo  | 0 - 0     | América de Quito      |
| 17 de abril | Liga de Portoviejo | 1 - 0     | Filanbanco            |
| 17 de abril | Barcelona          | 1 - 1     | Emelec                |

| Fecha 9     | Fecha 9               | Fecha 9   | Fecha 9            |
| Fecha       | Equipo Local          | Resultado | Equipo Visitante   |
| ----------- | --------------------- | --------- | ------------------ |
| 19 de abril | América de Quito      | 1 - 1     | Aucas              |
| 20 de abril | Esmeraldas Petrolero  | 2 - 2     | Liga de Portoviejo |
| 20 de abril | Filanbanco            | 1 - 2     | Liga de Quito      |
| 20 de abril | Técnico Universitario | 1 - 1     | Emelec             |
| 20 de abril | Audaz Octubrino       | 3 - 2     | Deportivo Quevedo  |
| 20 de abril | El Nacional           | 4 - 1     | River Plate (R)    |
| 20 de abril | Universidad Católica  | 2 - 1     | Juventus           |
| 20 de abril | Deportivo Cuenca      | 1 - 1     | Deportivo Quito    |
| 20 de abril | Barcelona             | 3 - 0     | Macará             |

| Fecha 10    | Fecha 10              | Fecha 10  | Fecha 10             |
| Fecha       | Equipo Local          | Resultado | Equipo Visitante     |
| ----------- | --------------------- | --------- | -------------------- |
| 23 de abril | Juventus              | 0 - 0     | Barcelona            |
| 23 de abril | River Plate (R)       | 0 - 2     | Liga de Quito        |
| 24 de abril | Deportivo Quito       | 1 - 2     | Esmeraldas Petrolero |
| 24 de abril | América de Quito      | 2 - 2     | Deportivo Cuenca     |
| 24 de abril | Técnico Universitario | 1 - 1     | Macará               |
| 24 de abril | Aucas                 | 3 - 1     | Filanbanco           |
| 24 de abril | Liga de Portoviejo    | 2 - 0     | El Nacional          |
| 24 de abril | Deportivo Quevedo     | 3 - 2     | Universidad Católica |
| 24 de abril | Emelec                | 2 - 0     | Audaz Octubrino      |

| Fecha 11    | Fecha 11             | Fecha 11  | Fecha 11              |
| Fecha       | Equipo Local         | Resultado | Equipo Visitante      |
| ----------- | -------------------- | --------- | --------------------- |
| 20 de abril | Macará               | 3 - 1     | Liga de Portoviejo    |
| 30 de abril | Esmeraldas Petrolero | 1 - 0     | Emelec                |
| 30 de abril | Deportivo Quito      | 1 - 1     | Deportivo Quevedo     |
| 30 de abril | Liga de Quito        | 3 - 1     | Juventus              |
| 30 de abril | Filanbanco           | 1 - 0     | Técnico Universitario |
| 30 de abril | Universidad Católica | 2 - 1     | El Nacional           |
| 30 de abril | Barcelona            | 3 - 0     | River Plate (R)       |
| 1 de mayo   | Deportivo Cuenca     | 2 - 0     | Aucas                 |
| 1 de mayo   | Audaz Octubrino      | 1 - 0     | América de Quito      |

| Fecha 12  | Fecha 12              | Fecha 12  | Fecha 12             |
| Fecha     | Equipo Local          | Resultado | Equipo Visitante     |
| --------- | --------------------- | --------- | -------------------- |
| 4 de mayo | Juventus              | 1 - 0     | Deportivo Quito      |
| 4 de mayo | América de Quito      | 0 - 1     | Filanbanco           |
| 4 de mayo | Técnico Universitario | 5 - 1     | Esmeraldas Petrolero |
| 4 de mayo | Liga de Portoviejo    | 0 - 0     | Barcelona            |
| 4 de mayo | Deportivo Quevedo     | 0 - 2     | Macará               |
| 4 de mayo | Universidad Católica  | 2 - 0     | Audaz Octubrino      |
| 4 de mayo | Liga de Quito         | 1 - 0     | Aucas                |
| 4 de mayo | Deportivo Cuenca      | 1 - 1     | El Nacional          |
| 4 de mayo | Emelec                | 2 - 1     | River Plate (R)      |

| Fecha 13   | Fecha 13             | Fecha 13  | Fecha 13              |
| Fecha      | Equipo Local         | Resultado | Equipo Visitante      |
| ---------- | -------------------- | --------- | --------------------- |
| 14 de mayo | Esmeraldas Petrolero | 1 - 1     | Liga de Quito         |
| 15 de mayo | Aucas                | 3 - 2     | Juventus              |
| 15 de mayo | El Nacional          | 2 - 3     | Emelec                |
| 15 de mayo | River Plate (R)      | 2 - 0     | Liga de Portoviejo    |
| 15 de mayo | Macará               | 3 - 0     | América de Quito      |
| 15 de mayo | Deportivo Quito      | 3 - 2     | Universidad Católica  |
| 15 de mayo | Filanbanco           | 2 - 0     | Deportivo Cuenca      |
| 15 de mayo | Audaz Octubrino      | 2 - 0     | Técnico Universitario |
| 15 de mayo | Barcelona            | 4 - 1     | Deportivo Quevedo     |

| Fecha 14   | Fecha 14              | Fecha 14  | Fecha 14             |
| Fecha      | Equipo Local          | Resultado | Equipo Visitante     |
| ---------- | --------------------- | --------- | -------------------- |
| 21 de mayo | Juventus              | 0 - 0     | Macará               |
| 21 de mayo | América de Quito      | 1 - 1     | Esmeraldas Petrolero |
| 21 de mayo | Liga de Quito         | 3 - 1     | Barcelona            |
| 21 de mayo | Deportivo Quito       | 1 - 0     | River Plate (R)      |
| 21 de mayo | Técnico Universitario | 1 - 3     | El Nacional          |
| 22 de mayo | Deportivo Cuenca      | 2 - 0     | Audaz Octubrino      |
| 22 de mayo | Deportivo Quevedo     | 3 - 0     | Aucas                |
| 22 de mayo | Liga de Portoviejo    | 5 - 1     | Universidad Católica |
| 22 de mayo | Emelec                | 1 - 1     | Filanbanco           |

| Fecha 15   | Fecha 15              | Fecha 15  | Fecha 15          |
| Fecha      | Equipo Local          | Resultado | Equipo Visitante  |
| ---------- | --------------------- | --------- | ----------------- |
| 24 de mayo | El Nacional           | 0 - 1     | Deportivo Quito   |
| 24 de mayo | Aucas                 | 0 - 4     | Barcelona         |
| 25 de mayo | Esmeraldas Petrolero  | 1 - 0     | Deportivo Cuenca  |
| 25 de mayo | Liga de Portoviejo    | 0 - 0     | Juventus          |
| 25 de mayo | Audaz Octubrino       | 2 - 0     | Filanbanco        |
| 25 de mayo | Técnico Universitario | 1 - 2     | Liga de Quito     |
| 25 de mayo | River Plate (R)       | 1 - 0     | Deportivo Quevedo |
| 25 de mayo | Universidad Católica  | 1 - 1     | Macará            |
| 25 de mayo | Emelec                | 1 - 0     | América de Quito  |

| Fecha 16   | Fecha 16          | Fecha 16  | Fecha 16              |
| Fecha      | Equipo Local      | Resultado | Equipo Visitante      |
| ---------- | ----------------- | --------- | --------------------- |
| 4 de junio | Juventus          | 0 - 1     | River Plate (R)       |
| 4 de junio | América de Quito  | 1 - 3     | Técnico Universitario |
| 4 de junio | Aucas             | 2 - 1     | Universidad Católica  |
| 4 de junio | Liga de Quito     | 1 - 1     | El Nacional           |
| 5 de junio | Deportivo Cuenca  | 3 - 3     | Emelec                |
| 5 de junio | Macará            | 1 - 0     | Deportivo Quito       |
| 5 de junio | Audaz Octubrino   | 2 - 1     | Esmeraldas Petrolero  |
| 5 de junio | Deportivo Quevedo | 2 - 1     | Liga de Portoviejo    |
| 5 de junio | Barcelona         | 0 - 0     | Filanbanco            |

| Fecha 17    | Fecha 17              | Fecha 17  | Fecha 17         |
| Fecha       | Equipo Local          | Resultado | Equipo Visitante |
| ----------- | --------------------- | --------- | ---------------- |
| 11 de junio | Esmeraldas Petrolero  | 0 - 1     | Filanbanco       |
| 11 de junio | El Nacional           | 0 - 0     | América de Quito |
| 11 de junio | Deportivo Quito       | 2 - 0     | Aucas            |
| 11 de junio | Universidad Católica  | 2 - 2     | Barcelona        |
| 12 de junio | Técnico Universitario | 2 - 2     | Deportivo Cuenca |
| 12 de junio | River Plate (R)       | 0 - 2     | Macará           |
| 12 de junio | Deportivo Quevedo     | 1 - 0     | Juventus         |
| 12 de junio | Liga de Portoviejo    | 1 - 0     | Audaz Octubrino  |
| 12 de junio | Emelec                | 2 - 0     | Liga de Quito    |

| Fecha 18    | Fecha 18             | Fecha 18  | Fecha 18              |
| Fecha       | Equipo Local         | Resultado | Equipo Visitante      |
| ----------- | -------------------- | --------- | --------------------- |
| 18 de junio | Juventus             | 3 - 1     | América de Quito      |
| 18 de junio | Macará               | 0 - 0     | Liga de Quito         |
| 18 de junio | Barcelona            | 1 - 1     | Deportivo Cuenca      |
| 19 de junio | Universidad Católica | 1 - 0     | Técnico Universitario |
| 19 de junio | El Nacional          | 2 - 0     | Filanbanco            |
| 19 de junio | River Plate (R)      | 1 - 1     | Audaz Octubrino       |
| 19 de junio | Deportivo Quito      | 2 - 1     | Emelec                |
| 19 de junio | Deportivo Quevedo    | 2 - 1     | Esmeraldas Petrolero  |
| 19 de junio | Liga de Portoviejo   | 1 - 1     | Aucas                 |

| Fecha 19    | Fecha 19              | Fecha 19  | Fecha 19             |
| Fecha       | Equipo Local          | Resultado | Equipo Visitante     |
| ----------- | --------------------- | --------- | -------------------- |
| 22 de junio | Esmeraldas Petrolero  | 0 - 3     | Barcelona            |
| 22 de junio | Filanbanco            | 4 - 0     | River Plate (R)      |
| 22 de junio | Audaz Octubrino       | 2 - 0     | El Nacional          |
| 22 de junio | Técnico Universitario | 2 - 0     | Deportivo Quevedo    |
| 22 de junio | América de Quito      | 0 - 1     | Deportivo Quito      |
| 22 de junio | Liga de Quito         | 2 - 0     | Liga de Portoviejo   |
| 22 de junio | Aucas                 | 0 - 0     | Macará               |
| 22 de junio | Deportivo Cuenca      | 1 - 1     | Juventus             |
| 22 de junio | Emelec                | 1 - 1     | Universidad Católica |

| Fecha 20    | Fecha 20             | Fecha 20  | Fecha 20              |
| Fecha       | Equipo Local         | Resultado | Equipo Visitante      |
| ----------- | -------------------- | --------- | --------------------- |
| 26 de junio | Universidad Católica | 2 - 2     | Filanbanco            |
| 26 de junio | El Nacional          | 3 - 1     | Esmeraldas Petrolero  |
| 26 de junio | Macará               | 2 - 2     | Emelec                |
| 26 de junio | River Plate (R)      | 2 - 1     | Aucas                 |
| 26 de junio | Juventus             | 1 - 0     | Técnico Universitario |
| 26 de junio | Liga de Quito        | 4 - 1     | América de Quito      |
| 26 de junio | Liga de Portoviejo   | 0 - 0     | Deportivo Quito       |
| 26 de junio | Deportivo Quevedo    | 2 - 2     | Deportivo Cuenca      |
| 26 de junio | Barcelona            | 6 - 0     | Audaz Octubrino       |

| Fecha 21   | Fecha 21              | Fecha 21  | Fecha 21             |
| Fecha      | Equipo Local          | Resultado | Equipo Visitante     |
| ---------- | --------------------- | --------- | -------------------- |
| 2 de julio | América de Quito      | 6 - 1     | Liga de Portoviejo   |
| 2 de julio | Esmeraldas Petrolero  | 2 - 1     | Universidad Católica |
| 2 de julio | Deportivo Quito       | 1 - 0     | Barcelona            |
| 2 de julio | El Nacional           | 0 - 0     | Aucas                |
| 2 de julio | Filanbanco            | 2 - 1     | Deportivo Quevedo    |
| 3 de julio | Deportivo Cuenca      | 1 - 1     | Macará               |
| 3 de julio | Técnico Universitario | 1 - 1     | River Plate (R)      |
| 3 de julio | Audaz Octubrino       | 3 - 0     | Liga de Quito        |
| 3 de julio | Emelec                | 2 - 0     | Juventus             |

| Fecha 22    | Fecha 22             | Fecha 22  | Fecha 22              |
| Fecha       | Equipo Local         | Resultado | Equipo Visitante      |
| ----------- | -------------------- | --------- | --------------------- |
| 9 de julio  | Juventus             | 2 - 1     | Filanbanco            |
| 9 de julio  | Aucas                | 2 - 0     | Audaz Octubrino       |
| 9 de julio  | Liga de Quito        | 2 - 2     | Deportivo Quito       |
| 9 de julio  | Barcelona            | 3 - 0     | Técnico Universitario |
| 10 de julio | Universidad Católica | 2 - 1     | América de Quito      |
| 10 de julio | Macará               | 5 - 1     | Esmeraldas Petrolero  |
| 10 de julio | River Plate (R)      | 0 - 0     | Deportivo Cuenca      |
| 10 de julio | Deportivo Quevedo    | 0 - 1     | El Nacional           |
| 10 de julio | Liga de Portoviejo   | 1 - 4     | Emelec                |

| Fecha 23     | Fecha 23              | Fecha 23  | Fecha 23             |
| Fecha        | Equipo Local          | Resultado | Equipo Visitante     |
| ------------ | --------------------- | --------- | -------------------- |
| 16 de julio  | Esmeraldas Petrolero  | 1 - 2     | River Plate (R)      |
| 17 de julio  | El Nacional           | 2 - 0     | Juventus             |
| 17 de julio  | Liga de Quito         | 4 - 0     | Deportivo Quevedo    |
| 17 de julio  | Técnico Universitario | 2 - 0     | Liga de Portoviejo   |
| 17 de julio  | Deportivo Cuenca      | 1 - 1     | Universidad Católica |
| 17 de julio  | Audaz Octubrino       | 0 - 0     | Macará               |
| 17 de julio  | Emelec                | 2 - 2     | Aucas                |
| 31 de agosto | Filanbanco            | 1 - 1     | Deportivo Quito      |
| 31 de agosto | América de Quito      | 1 - 0     | Barcelona            |

| Fecha 24    | Fecha 24             | Fecha 24  | Fecha 24              |
| Fecha       | Equipo Local         | Resultado | Equipo Visitante      |
| ----------- | -------------------- | --------- | --------------------- |
| 23 de julio | Juventus             | 2 - 2     | Esmeraldas Petrolero  |
| 23 de julio | Deportivo Quito      | 1 - 0     | Audaz Octubrino       |
| 23 de julio | Aucas                | 0 - 2     | Técnico Universitario |
| 24 de julio | Macará               | 0 - 1     | Filanbanco            |
| 24 de julio | River Plate (R)      | 2 - 1     | América de Quito      |
| 24 de julio | Liga de Portoviejo   | 2 - 0     | Deportivo Cuenca      |
| 24 de julio | Deportivo Quevedo    | 1 - 0     | Emelec                |
| 24 de julio | Universidad Católica | 1 - 2     | Liga de Quito         |
| 24 de julio | Barcelona            | 0 - 0     | El Nacional           |

| Fecha 25         | Fecha 25              | Fecha 25  | Fecha 25           |
| Fecha            | Equipo Local          | Resultado | Equipo Visitante   |
| ---------------- | --------------------- | --------- | ------------------ |
| 30 de julio      | América de Quito      | 1 - 1     | Deportivo Quevedo  |
| 30 de julio      | Esmeraldas Petrolero  | 1 - 1     | Aucas              |
| 30 de julio      | Universidad Católica  | 6 - 0     | River Plate (R)    |
| 30 de julio      | El Nacional           | 3 - 4     | Macará             |
| 31 de julio      | Técnico Universitario | 2 - 2     | Deportivo Quito    |
| 31 de julio      | Deportivo Cuenca      | 1 - 3     | Liga de Quito      |
| 31 de julio      | Audaz Octubrino       | 3 - 1     | Juventus           |
| 7 de septiembre  | Emelec                | 0 - 0     | Barcelona          |
| 28 de septiembre | Filanbanco            | 1 - 4     | Liga de Portoviejo |

| Fecha 26    | Fecha 26           | Fecha 26  | Fecha 26              |
| Fecha       | Equipo Local       | Resultado | Equipo Visitante      |
| ----------- | ------------------ | --------- | --------------------- |
| 6 de agosto | Aucas              | 1 - 1     | América de Quito      |
| 6 de agosto | Deportivo Quito    | 1 - 1     | Deportivo Cuenca      |
| 6 de agosto | Liga de Quito      | 2 - 1     | Filanbanco            |
| 7 de agosto | Macará             | 2 - 2     | Barcelona             |
| 7 de agosto | River Plate (R)    | 1 - 1     | El Nacional           |
| 7 de agosto | Juventus           | 1 - 1     | Universidad Católica  |
| 7 de agosto | Liga de Portoviejo | 0 - 1     | Esmeraldas Petrolero  |
| 7 de agosto | Deportivo Quevedo  | 1 - 0     | Audaz Octubrino       |
| 7 de agosto | Emelec             | 1 - 0     | Técnico Universitario |

| Fecha 27     | Fecha 27             | Fecha 27  | Fecha 27              |
| Fecha        | Equipo Local         | Resultado | Equipo Visitante      |
| ------------ | -------------------- | --------- | --------------------- |
| 13 de agosto | Universidad Católica | 1 - 0     | Deportivo Quevedo     |
| 13 de agosto | Esmeraldas Petrolero | 2 - 0     | Deportivo Quito       |
| 13 de agosto | El Nacional          | 5 - 1     | Liga de Portoviejo    |
| 13 de agosto | Liga de Quito        | 2 - 2     | River Plate (R)       |
| 13 de agosto | Filanbanco           | 0 - 0     | Aucas                 |
| 13 de agosto | Deportivo Cuenca     | 1 - 0     | América de Quito      |
| 16 de agosto | Macará               | 4 - 1     | Técnico Universitario |
| 16 de agosto | Audaz Octubrino      | 0 - 1     | Emelec                |
| 16 de agosto | Barcelona            | 1 - 0     | Juventus              |

| Fecha 28     | Fecha 28              | Fecha 28  | Fecha 28             |
| Fecha        | Equipo Local          | Resultado | Equipo Visitante     |
| ------------ | --------------------- | --------- | -------------------- |
| 20 de agosto | América de Quito      | 3 - 0     | Audaz Octubrino      |
| 20 de agosto | Juventus              | 2 - 1     | Liga de Quito        |
| 20 de agosto | El Nacional           | 0 - 1     | Universidad Católica |
| 20 de agosto | Aucas                 | 2 - 1     | Deportivo Cuenca     |
| 20 de agosto | Técnico Universitario | 1 - 0     | Filanbanco           |
| 21 de agosto | River Plate (R)       | 1 - 0     | Barcelona            |
| 21 de agosto | Deportivo Quevedo     | 1 - 0     | Deportivo Quito      |
| 21 de agosto | Liga de Portoviejo    | 0 - 0     | Macará               |
| 21 de agosto | Emelec                | 3 - 1     | Esmeraldas Petrolero |

| Fecha 29     | Fecha 29             | Fecha 29  | Fecha 29              |
| Fecha        | Equipo Local         | Resultado | Equipo Visitante      |
| ------------ | -------------------- | --------- | --------------------- |
| 27 de agosto | Esmeraldas Petrolero | 2 - 2     | Técnico Universitario |
| 27 de agosto | Filanbanco           | 1 - 0     | América de Quito      |
| 27 de agosto | Aucas                | 2 - 3     | Liga de Quito         |
| 28 de agosto | Deportivo Quito      | 3 - 2     | Juventus              |
| 28 de agosto | El Nacional          | 1 - 1     | Deportivo Cuenca      |
| 28 de agosto | Macará               | 3 - 0     | Deportivo Quevedo     |
| 28 de agosto | River Plate (R)      | 1 - 1     | Emelec                |
| 28 de agosto | Audaz Octubrino      | 0 - 0     | Universidad Católica  |
| 28 de agosto | Barcelona            | 1 - 1     | Liga de Portoviejo    |

| Fecha 30        | Fecha 30              | Fecha 30  | Fecha 30             |
| Fecha           | Equipo Local          | Resultado | Equipo Visitante     |
| --------------- | --------------------- | --------- | -------------------- |
| 3 de septiembre | América de Quito      | 1 - 3     | Macará               |
| 3 de septiembre | Juventus              | 2 - 0     | Aucas                |
| 3 de septiembre | Técnico Universitario | 3 - 0     | Audaz Octubrino      |
| 3 de septiembre | Universidad Católica  | 0 - 0     | Deportivo Quito      |
| 3 de septiembre | Liga de Quito         | 2 - 0     | Esmeraldas Petrolero |
| 3 de septiembre | Emelec                | 1 - 0     | El Nacional          |
| 3 de septiembre | Deportivo Cuenca      | 0 - 0     | Filanbanco           |
| 4 de septiembre | Liga de Portoviejo    | 0 - 1     | River Plate (R)      |
| 4 de septiembre | Deportivo Quevedo     | 0 - 0     | Barcelona            |

| Fecha 31         | Fecha 31             | Fecha 31  | Fecha 31              |
| Fecha            | Equipo Local         | Resultado | Equipo Visitante      |
| ---------------- | -------------------- | --------- | --------------------- |
| 10 de septiembre | Aucas                | 2 - 0     | Deportivo Quevedo     |
| 10 de septiembre | Esmeraldas Petrolero | 0 - 0     | América de Quito      |
| 10 de septiembre | Universidad Católica | 1 - 1     | Liga de Portoviejo    |
| 10 de septiembre | Filanbanco           | 2 - 0     | Emelec                |
| 10 de septiembre | El Nacional          | 1 - 0     | Técnico Universitario |
| 10 de septiembre | Barcelona            | 1 - 1     | Liga de Quito         |
| 11 de septiembre | Macará               | 2 - 0     | Juventus              |
| 11 de septiembre | River Plate (R)      | 1 - 2     | Deportivo Quito       |
| 11 de septiembre | Audaz Octubrino      | 0 - 0     | Deportivo Cuenca      |

| Fecha 32         | Fecha 32          | Fecha 32  | Fecha 32              |
| Fecha            | Equipo Local      | Resultado | Equipo Visitante      |
| ---------------- | ----------------- | --------- | --------------------- |
| 17 de septiembre | Juventus          | 1 - 1     | Liga de Portoviejo    |
| 17 de septiembre | Filanbanco        | 2 - 1     | Audaz Octubrino       |
| 18 de septiembre | América de Quito  | 0 - 3     | Emelec                |
| 18 de septiembre | Liga de Quito     | 1 - 1     | Técnico Universitario |
| 18 de septiembre | Deportivo Cuenca  | 1 - 0     | Esmeraldas Petrolero  |
| 18 de septiembre | Macará            | 0 - 0     | Universidad Católica  |
| 18 de septiembre | Deportivo Quito   | 3 - 1     | El Nacional           |
| 18 de septiembre | Deportivo Quevedo | 1 - 0     | River Plate (R)       |
| 18 de septiembre | Barcelona         | 3 - 0     | Aucas                 |

| Fecha 33         | Fecha 33              | Fecha 33  | Fecha 33          |
| Fecha            | Equipo Local          | Resultado | Equipo Visitante  |
| ---------------- | --------------------- | --------- | ----------------- |
| 24 de septiembre | Esmeraldas Petrolero  | 1 - 1     | Audaz Octubrino   |
| 24 de septiembre | Técnico Universitario | 0 - 0     | América de Quito  |
| 25 de septiembre | Deportivo Quito       | 1 - 1     | Macará            |
| 25 de septiembre | El Nacional           | 2 - 2     | Liga de Quito     |
| 25 de septiembre | Universidad Católica  | 3 - 0     | Aucas             |
| 25 de septiembre | River Plate (R)       | 1 - 1     | Juventus          |
| 25 de septiembre | Liga de Portoviejo    | 1 - 0     | Deportivo Quevedo |
| 25 de septiembre | Emelec                | 5 - 1     | Deportivo Cuenca  |
| 25 de septiembre | Filanbanco            | 0 - 1     | Barcelona         |

| Fecha 34     | Fecha 34         | Fecha 34  | Fecha 34              |
| Fecha        | Equipo Local     | Resultado | Equipo Visitante      |
| ------------ | ---------------- | --------- | --------------------- |
| 1 de octubre | Juventus         | 0 - 0     | Deportivo Quevedo     |
| 1 de octubre | Macará           | 3 - 0     | River Plate (R)       |
| 1 de octubre | Barcelona        | 3 - 2     | Universidad Católica  |
| 1 de octubre | Audaz Octubrino  | 1 - 0     | Liga de Portoviejo    |
| 2 de octubre | Aucas            | 2 - 2     | Deportivo Quito       |
| 2 de octubre | Liga de Quito    | 3 - 1     | Emelec                |
| 2 de octubre | América de Quito | 0 - 1     | El Nacional           |
| 2 de octubre | Deportivo Cuenca | 2 - 2     | Técnico Universitario |
| 2 de octubre | Filanbanco       | 1 - 2     | Esmeraldas Petrolero  |

### Tabla de posiciones
|  |  |     | Equipo                 | PJ | PG | PE | PP | GF | GC | DG  | PTS | PB |
|  |  | --- | ---------------------- | -- | -- | -- | -- | -- | -- | --- | --- | -- |
|  |  | 1.  | Liga de Quito          | 34 | 20 | 9  | 5  | 64 | 36 | +28 | 49  | 2  |
|  |  | 2.  | Emelec                 | 34 | 16 | 12 | 6  | 56 | 36 | +20 | 44  | 1  |
|  |  | 3.  | Macará                 | 34 | 13 | 15 | 6  | 50 | 32 | +18 | 41  |    |
|  |  | 4.  | Barcelona              | 34 | 13 | 14 | 7  | 50 | 25 | +25 | 40  |    |
|  |  | 5.  | Deportivo Quito        | 34 | 13 | 13 | 8  | 48 | 43 | +5  | 39  |    |
|  |  | 6.  | Universidad Católica   | 34 | 13 | 10 | 11 | 45 | 37 | +8  | 36  |    |
|  |  | 7.  | Filanbanco             | 34 | 14 | 8  | 12 | 38 | 33 | +5  | 36  |    |
|  |  | 8.  | El Nacional            | 34 | 12 | 11 | 11 | 49 | 41 | +8  | 35  |    |
|  |  | 9.  | Técnico Universitario  | 34 | 11 | 12 | 11 | 42 | 39 | +3  | 34  |    |
|  |  | 10. | Aucas                  | 34 | 11 | 12 | 11 | 45 | 49 | -4  | 34  |    |
|  |  | 11. | Deportivo Cuenca       | 34 | 7  | 19 | 8  | 41 | 45 | -4  | 33  |    |
|  |  | 12. | Esmeraldas Petrolero   | 34 | 11 | 10 | 13 | 40 | 50 | -10 | 32  |    |
|  |  | 13. | Audaz Octubrino        | 34 | 12 | 7  | 15 | 32 | 43 | -11 | 31  |    |
|  |  | 14. | Deportivo Quevedo      | 34 | 10 | 8  | 16 | 27 | 44 | -17 | 28  |    |
|  |  | 15. | Juventus               | 34 | 7  | 13 | 14 | 31 | 44 | -13 | 27  |    |
|  |  | 16. | Liga de Portoviejo     | 34 | 9  | 9  | 16 | 34 | 50 | -16 | 27  |    |
|  |  | 17. | River Plate (Riobamba) | 34 | 9  | 7  | 18 | 27 | 53 | -26 | 25  |    |
|  |  | 18. | América de Quito       | 34 | 5  | 11 | 18 | 29 | 48 | -19 | 21  |    |

PJ = Partidos jugados; PG = Partidos ganados; PE = Partidos empatados; PP = Partidos perdidos; GF = Goles a favor; GC = Goles en contra; DG = Diferencia de gol; PTS = Puntos; PB = Puntos de bonificación
|  | Clasificaron a la fase de grupos. |
|  | Descendió a la Segunda División.  |

## Segunda etapa

### Partidos y resultados
| Fecha 1      | Fecha 1              | Fecha 1   | Fecha 1          |
| Fecha        | Equipo Local         | Resultado | Equipo Visitante |
| ------------ | -------------------- | --------- | ---------------- |
| 8 de octubre | Emelec               | 2 - 2     | El Nacional      |
| 9 de octubre | Deportivo Quito      | 0 - 0     | Filanbanco       |
| 9 de octubre | Macará               | 5 - 1     | Liga de Quito    |
| 9 de octubre | Universidad Católica | 1 - 1     | Barcelona        |

| Fecha 2       | Fecha 2              | Fecha 2   | Fecha 2          |
| Fecha         | Equipo Local         | Resultado | Equipo Visitante |
| ------------- | -------------------- | --------- | ---------------- |
| 16 de octubre | Liga de Quito        | 1 - 3     | Deportivo Quito  |
| 16 de octubre | Universidad Católica | 3 - 4     | El Nacional      |
| 16 de octubre | Filanbanco           | 2 - 0     | Macará           |
| 16 de octubre | Barcelona            | 0 - 0     | Emelec           |

| Fecha 3       | Fecha 3              | Fecha 3   | Fecha 3          |
| Fecha         | Equipo Local         | Resultado | Equipo Visitante |
| ------------- | -------------------- | --------- | ---------------- |
| 23 de octubre | Liga de Quito        | 3 - 1     | Filanbanco       |
| 23 de octubre | Universidad Católica | 1 - 2     | Emelec           |
| 23 de octubre | Macará               | 1 - 1     | Deportivo Quito  |
| 23 de octubre | Barcelona            | 3 - 0     | El Nacional      |

| Fecha 4       | Fecha 4       | Fecha 4   | Fecha 4              |
| Fecha         | Equipo Local  | Resultado | Equipo Visitante     |
| ------------- | ------------- | --------- | -------------------- |
| 29 de octubre | Filanbanco    | 0 - 2     | Deportivo Quito      |
| 29 de octubre | Barcelona     | 3 - 1     | Universidad Católica |
| 30 de octubre | Liga de Quito | 2 - 0     | Macará               |
| 30 de octubre | El Nacional   | 0 - 0     | Emelec               |

| Fecha 5        | Fecha 5         | Fecha 5   | Fecha 5              |
| Fecha          | Equipo Local    | Resultado | Equipo Visitante     |
| -------------- | --------------- | --------- | -------------------- |
| 6 de noviembre | Deportivo Quito | 0 - 0     | Liga de Quito        |
| 6 de noviembre | El Nacional     | 1 - 2     | Universidad Católica |
| 6 de noviembre | Macará          | 3 - 0     | Filanbanco           |
| 6 de noviembre | Emelec          | 1 - 1     | Barcelona            |

| Fecha 6         | Fecha 6         | Fecha 6   | Fecha 6              |
| Fecha           | Equipo Local    | Resultado | Equipo Visitante     |
| --------------- | --------------- | --------- | -------------------- |
| 13 de noviembre | Filanbanco      | 2 - 3     | Liga de Quito        |
| 13 de noviembre | Deportivo Quito | 2 - 2     | Macará               |
| 13 de noviembre | Emelec          | 2 - 0     | Universidad Católica |
| 13 de noviembre | El Nacional     | 2 - 0     | Barcelona            |

### Tabla de posiciones

#### Fase de grupos
Grupo 1
|  |  |    | Equipo          | PJ | PG | PE | PP | GF | GC | DG | PTS | PB |
|  |  | -- | --------------- | -- | -- | -- | -- | -- | -- | -- | --- | -- |
|  |  | 1. | Deportivo Quito | 6  | 2  | 4  | 0  | 8  | 4  | +4 | 8   |    |
|  |  | 2. | Liga de Quito   | 6  | 3  | 1  | 2  | 10 | 11 | -1 | 8   | 2  |
|  |  | 3. | Macará          | 6  | 2  | 2  | 2  | 11 | 8  | +3 | 6   |    |
|  |  | 4. | Filanbanco      | 6  | 1  | 1  | 4  | 5  | 11 | -6 | 3   |    |

Grupo 2
|  |  |    | Equipo               | PJ | PG | PE | PP | GF | GC | DG | PTS | PB |
|  |  | -- | -------------------- | -- | -- | -- | -- | -- | -- | -- | --- | -- |
|  |  | 1. | Emelec               | 6  | 2  | 4  | 0  | 7  | 4  | +3 | 9   | 1  |
|  |  | 2. | Barcelona            | 6  | 2  | 3  | 1  | 8  | 5  | +3 | 7   |    |
|  |  | 3. | El Nacional          | 6  | 2  | 2  | 2  | 9  | 10 | -1 | 6   |    |
|  |  | 4. | Universidad Católica | 6  | 1  | 1  | 4  | 8  | 13 | -5 | 3   |    |

PJ = Partidos jugados; PG = Partidos ganados; PE = Partidos empatados; PP = Partidos perdidos; GF = Goles a favor; GC = Goles en contra; DG = Diferencia de gol; PTS = Puntos; PB = Puntos de bonificación
|  | Clasificaron a la Final del campeonato y a la Copa Libertadores 1989. |

##### Evolución de la clasificación
Grupo 1
Grupo 2

## Final del campeonato
La disputaron entre Emelec y Deportivo Quito, ganando el equipo millonario.
| Fecha                                               | Ciudad    | Equipo local    | Resultado | Equipo visitante |
| --------------------------------------------------- | --------- | --------------- | --------- | ---------------- |
| 19 de noviembre                                     | Guayaquil | Emelec          | 3 - 0     | Deportivo Quito  |
| 27 de noviembre                                     | Quito     | Deportivo Quito | 1 - 1     | Emelec (C)       |
| Emelec es el campeón con el marcador global de 4-1. |           |                 |           |                  |

- Los dos equipos que pasaron a la final clasificaron a la Copa Libertadores 1989

### Campeón
|                                      |
|                                      |
| Campeón Club Sport Emelec 6.º título |

## Goleadores
| Jugador               | Equipo               | Goles |
| --------------------- | -------------------- | ----- |
| Janio Pinto           | Liga de Quito        | 19    |
| Rubén Beninca         | Emelec               | 17    |
| Aldomario Bittencourt | Universidad Católica | 17    |
| Raúl Avilés           | Emelec               | 16    |
| Jesús Cárdenas        | Emelec               | 16    |
| Magú                  | Universidad Católica | 16    |